# 2017–2018-as magyar férfi vízilabda-bajnokság (első osztály)
A 2017-2018-as magyar férfi vízilabda-bajnokság (hivatalosan E.ON férfi OB I) a legrangosabb és legmagasabb szintű vízilabdaverseny Magyarországon. A pontversenyt 112. alkalommal a Magyar Vízilabda-szövetség írta ki és 16 csapat részvételével bonyolítja le.
A címvédő a Szolnoki Dózsa-KÖZGÉP.

## A bajnokságban szereplő csapatok
A Magyar Vízilabda-szövetség döntése értelmében az első osztályú bajnokság létszáma nem változik, marad a 16 csapatos kiírás. Az élvonalban szerepel a másodosztály bajnoka, az Aligátor Vízilabda Utánpótlás Sportegyesület. Kiesett a KSI SE.
| A csapat neve                    | A csapat székhelye     | 2016–17   |
| -------------------------------- | ---------------------- | --------- |
| MKB Euroleasing-BVSC-Zugló       | Budapest, Zugló        | 6.        |
| Debreceni VSE                    | Debrecen               | 11.       |
| ZF-Eger                          | Eger                   | 2.        |
| FTC PQS Waterpolo                | Budapest, Ferencváros  | 4.        |
| Kaposvári VK                     | Kaposvár               | 10.       |
| AVUS                             | Szombathely            | OB I/B 1. |
| PannErgy-Miskolci Vízilabda Club | Miskolc                | 5.        |
| A-HÍD OSC Újbuda                 | Budapest, Újbuda       | 3.        |
| PVSK-Mecsek Füszért              | Pécs                   | 12.       |
| Racionet Honvéd                  | Budapest, Kispest      | 9.        |
| CONTITECH Szeged                 | Szeged                 | 7.        |
| Metalcom Szentes                 | Szentes                | 15.       |
| Szolnoki Dózsa                   | Szolnok                | 1.        |
| Tatabányai VSE                   | Tatabánya              | 14.       |
| UVSE                             | Budapest, Margitsziget | 13.       |
| VasasPlaket                      | Budapest, Angyalföld   | 8.        |

## Sorsolás
A sorsolásra 2017. augusztus 24-én, 11:00 órakor került sor az MVLSZ székházában. A csapatok a 2016/2017. évi bajnokság helyezéseit figyelembe véve páronként (3-4, 5-6, 7-8,…) kerültek kisorsolásra az ”A” vagy a ”B”csoportba. A bajnokság rendszere és a lebonyolítása nem változott az előző évi bajnoksághoz képest.
Ennek megfelelően a férfi ob I.-es bajnokság mezőnye:
A csoport
- Szolnoki Dózsa
- FTC PQS Waterpolo
- MKB Euroleasing-BVSC-Zugló
- VasasPlaket
- Kaposvári VK
- Debreceni VSE
- UVSE
- AVUS

B csoport
- ZF-Eger
- A-HÍD OSC Újbuda
- PannErgy-Miskolci Vízilabda Club
- CONTITECH Szeged
- Racionet Honvéd
- PVSK-Mecsek Füszért
- Tatabányai VSE
- Metalcom Szentes

## A bajnokság rendszere
A bajnokságot 16 csapat részvételével rendezik meg, és három fő részből áll: az alapszakaszból, a középszakaszból és az egyes helyezésekről döntő rájátszásból.

### Az alapszakasz
A bajnokság alapszakasza őszi és tavaszi szezonból áll, melynek során a csapatok két csoportban (8 csapat) körmérkőzéses rendszerben, a sorsolás szerinti sorrendben és pályaválasztói joggal egymás ellen két mérkőzést játszanak. A bajnoki mérkőzések győztes csapatai három pontot kapnak, döntetlen esetén mindkét csapat egy-egy pontot kap. Vereség esetén nem jár pont.
Az alapszakasz végső sorrendjét a bajnoki mérkőzéseken szerzett pontszámok összege határozza meg. Az első helyen a legtöbb, míg az utolsó, a 8. helyen a legkevesebb pontszámot szerzett egyesület végez. Pontegyenlőség esetén a bajnoki sorrendet az alábbi rendszer szerint határozzák meg:
Két csapat azonos pontszáma esetén
1. az egymás ellen játszott bajnoki mérkőzések pontkülönbsége
2. az egymás ellen játszott bajnoki mérkőzések gólkülönbsége
3. az alapszakaszbeli összes bajnoki mérkőzés gólkülönbsége
4. az alapszakaszbeli összes bajnoki mérkőzésen szerzett több gól
5. sorsolás

Három vagy több csapat azonos pontszáma esetén
1. az azonos pontszámú csapatok egymás elleni eredményéből számított „kisbajnokság” pontkülönbsége
2. azonos pontszám esetén a „kisbajnokság” gólkülönbsége
3. az alapszakaszbeli összes bajnoki mérkőzés gólkülönbsége
4. az alapszakaszbeli összes bajnoki mérkőzésen szerzett több gól
5. sorsolás

### A középszakasz
Az „A” és a „B” csoport 1-4., 5-8. helyezett csapatai egy oda-vissza mérkőzést játszanak egymással. A bajnoki mérkőzések győztes csapatai három pontot kapnak, döntetlen esetén mindkét csapat egy-egy pontot kap. Vereség esetén nem jár pont. A csapatok az alapszakasz mérkőzésein szerzett összes pontjukat magukkal viszik.
Az középszakasz végső sorrendjét a bajnoki mérkőzéseken szerzett pontszámok összege határozza meg. Az első helyen a legtöbb, míg az utolsó, a 8. helyen a legkevesebb pontszámot szerzett egyesület végez. Pontegyenlőség esetén a bajnoki sorrendet az alábbi rendszer szerint határozzák meg:
Két csapat azonos pontszáma esetén
1. az egymás ellen játszott bajnoki mérkőzések pontkülönbsége
2. az egymás ellen játszott bajnoki mérkőzések gólkülönbsége
3. az alapszakaszbeli összes bajnoki mérkőzés gólkülönbsége
4. az alapszakaszbeli összes bajnoki mérkőzésen szerzett több gól
5. sorsolás

Három vagy több csapat azonos pontszáma esetén
1. az azonos pontszámú csapatok egymás elleni eredményéből számított „kisbajnokság” pontkülönbsége
2. azonos pontszám esetén a „kisbajnokság” gólkülönbsége
3. az alapszakaszbeli összes bajnoki mérkőzés gólkülönbsége
4. az alapszakaszbeli összes bajnoki mérkőzésen szerzett több gól
5. sorsolás

### A rájátszás
A középszakaszban kialakult sorrend alapján a csapatok helyosztó mérkőzéseket az alábbi csoportok szerint játsszák:
Rájátszás I.:
Az 1-4, 2-3, 5-8, 6-7, 9-12, 10-11, 13-16, 14-15 párosításban páros mérkőzést játszanak hét megszerzett pontig. A csapatok az egymás elleni eredményeiket magukkal hozzák.
Rájátszás II.:
A rájátszás I. szakasza után:
- Az 1-4, és a 2-3 párharcok győztesei három győzelemig tartó páros mérkőzést játszanak a bajnoki címért.
- Az 1-4, és a 2-3 párharcok vesztesei két győzelemig tartó páros mérkőzést játszanak a 3. és 4. helyezésért.
- Az 5-8, és a 6-7 párharcok győztesei két győzelemig tartó páros mérkőzést játszanak az 5. és 6. helyezésért.
- Az 5-8, és a 6-7 párharcok vesztesei két győzelemig tartó páros mérkőzést játszanak a 7. és 8 helyezésért.
- A 9-12, és a 10-11 párharcok győztesei két győzelemig tartó páros mérkőzést játszanak a 9. és 10. helyezésért.
- A 9-12, és a 10-11 párharcok vesztesei két győzelemig tartó páros mérkőzést játszanak a 11. és 12 helyezésért.
- A 13-16, és a 14-15 párharcok győztesei két győzelemig tartó páros mérkőzést játszanak a 13. és 14. helyezésért.
- A 13-16, és a 14-15 párharcok vesztesei két győzelemig tartó páros mérkőzést játszanak a 15. és 16 helyezésért.

Az MVLSZ Elnöksége, amennyiben élni kíván ezzel a lehetőséggel, jogosult kijelölni a bajnoki döntő helyszínét. A rájátszás mérkőzésein döntetlen eredmény nem születhet, a mérkőzést döntésig kell játszani. A rájátszásban minden győzelem 3 pontot ért, a vesztes nem kap pontot. A páros mérkőzések esetén az első mérkőzés pályaválasztója mindig a középszakaszban jobb helyezést elért csapat. A további mérkőzéseken a pályaválasztói jog az előző mérkőzésekhez képest felcserélődik.

## Az alapszakasz

### A csoport
| #  | Csapat                     | M  | GY | D | V  | G+ – G– | GK   | P  | Megjegyzések          |
| -- | -------------------------- | -- | -- | - | -- | ------- | ---- | -- | --------------------- |
| 1. | Szolnoki DózsaCV           | 14 | 13 | 0 | 1  | 225–89  | +136 | 39 | Feljutás a felsőházba |
| 2. | FTC PQS Waterpolo          | 14 | 13 | 0 | 1  | 234–91  | +143 | 39 | Feljutás a felsőházba |
| 3. | MKB Euroleasing-BVSC-Zugló | 14 | 8  | 1 | 5  | 146–123 | +23  | 25 | Feljutás a felsőházba |
| 4. | Debreceni VSE              | 14 | 5  | 2 | 7  | 135–159 | −24  | 17 | Feljutás a felsőházba |
| 5. | Kaposvári VK               | 14 | 5  | 1 | 8  | 105–157 | −52  | 16 | Kiesés az alsóházba   |
| 6. | VasasPlaket                | 14 | 4  | 3 | 7  | 107–152 | −45  | 15 | Kiesés az alsóházba   |
| 7. | AVUSÚ                      | 14 | 3  | 0 | 11 | 114–192 | −78  | 9  | Kiesés az alsóházba   |
| 8. | UVSE                       | 14 | 1  | 1 | 12 | 86–189  | −103 | 4  | Kiesés az alsóházba   |

Utolsó frissítés: 2018. március 11. 
Forrás: Magyar vízilabda-szövetség 
A rangsorolás alapszabályai: 1. összpontszám, 2. egymás elleni mérkőzések pontkülönbsége, 3. egymás elleni mérkőzések gólkülönbsége, 4. gólkülönbség, 5. szerzett gólok száma, 6. sorsolás.
(B): Bajnokcsapat, (K): Kieső csapat, (F): Feljutó csapat, (I): Kupainduló, (R): A rájátszás győztese, (KGY): Kupagyőztes

### B csoport
| #  | Csapat                           | M  | GY | D | V  | G+ – G– | GK   | P  | Megjegyzések          |
| -- | -------------------------------- | -- | -- | - | -- | ------- | ---- | -- | --------------------- |
| 1. | ZF-Eger                          | 14 | 13 | 1 | 0  | 175–77  | +98  | 40 | Feljutás a felsőházba |
| 2. | A-HÍD OSC Újbuda                 | 14 | 11 | 0 | 3  | 153–83  | +70  | 33 | Feljutás a felsőházba |
| 3. | PannErgy-Miskolci Vízilabda Club | 14 | 8  | 2 | 4  | 138–97  | +41  | 26 | Feljutás a felsőházba |
| 4. | Racionet Honvéd                  | 14 | 7  | 2 | 5  | 125–117 | +8   | 23 | Feljutás a felsőházba |
| 5. | PVSK-Mecsek Füszért              | 14 | 5  | 2 | 7  | 114–118 | −4   | 17 | Kiesés az alsóházba   |
| 6. | Tatabányai VSE                   | 14 | 4  | 1 | 9  | 105–141 | −36  | 13 | Kiesés az alsóházba   |
| 7. | Metalcom Szentes                 | 14 | 3  | 2 | 9  | 93–133  | −40  | 11 | Kiesés az alsóházba   |
| 8. | CONTITECH Szeged                 | 14 | 0  | 0 | 14 | 60–197  | −137 | 0  | Kiesés az alsóházba   |

Utolsó frissítés: 2018. március 11. 
Forrás: Magyar vízilabda-szövetség 
A rangsorolás alapszabályai: 1. összpontszám, 2. egymás elleni mérkőzések pontkülönbsége, 3. egymás elleni mérkőzések gólkülönbsége, 4. gólkülönbség, 5. szerzett gólok száma, 6. sorsolás.
(B): Bajnokcsapat, (K): Kieső csapat, (F): Feljutó csapat, (I): Kupainduló, (R): A rájátszás győztese, (KGY): Kupagyőztes

### A csoport
| Hazai \ Vendég1            | AVUS  | BVSC | DVSE  | FTC   | KAP  | SZOL | UVSE | VAS   |
| AVUS                       |       | 7–14 | 11–13 | 8–21  | 10–8 | 3–23 | 9–4  | 10–12 |
| MKB Euroleasing-BVSC-Zugló | 10–8  |      | 10–11 | 3–13  | 10–6 | 9–10 | 14–8 | 9–8   |
| Debreceni VSE              | 16–10 | 8–12 |       | 6–22  | 7–9  | 7–16 | 13–5 | 10–10 |
| FTC PQS Waterpolo          | 18–5  | 10–7 | 15–9  |       | 23–6 | 8–11 | 19–7 | 18–3  |
| Kaposvári VK               | 11–6  | 7–13 | 9–9   | 7–17  |      | 5–15 | 13–5 | 8–7   |
| Szolnoki Dózsa             | 20–8  | 13–9 | 19–7  | 11–13 | 18–2 |      | 17–6 | 20–3  |
| UVSE                       | 9–11  | 8–20 | 4–13  | 4–20  | 7–11 | 1–13 |      | 10–10 |
| VasasPlaket                | 13–8  | 6–6  | 7–6   | 4–17  | 10–3 | 8–19 | 6–8  |       |

Utolsó felvett mérkőzés dátuma: 2018. március 11. 
Forrás: Magyar Vízilabda-szövetség 
1A hazai csapatok a bal oldali oszlopban szerepelnek.
Színek: Zöld = hazai győzelem; Sárga = döntetlen; Piros = vendéggyőzelem.
 

### Mérkőzések
A fordulók eredményei a jobb oldali szövegre kattintva nyitható/csukható.
| 1. forduló                              |       |                   |
| Hivatalos mérkőzésnap: 2017. október 4. |       |                   |
| UVSE                                    | 10–10 | VasasPlaket       |
| AVUS                                    | 3–23  | Szolnoki Dózsa    |
| Debreceni VSE                           | 8–12  | BVSC-Zugló        |
| Kaposvári VK                            | 7–17  | FTC PQS Waterpolo |

| 2. forduló                              |      |               |
| Hivatalos mérkőzésnap: 2017. október 7. |      |               |
| Szolnoki Dózsa                          | 17–6 | UVSE          |
| BVSC-Zugló                              | 10–6 | Kaposvári VK  |
| FTC PQS Waterpolo                       | 18–3 | AVUS          |
| VasasPlaket                             | 7–6  | Debreceni VSE |

| 3. forduló                               |      |               |
| Hivatalos mérkőzésnap: 2017. október 11. |      |               |
| Szolnoki Dózsa                           | 19–7 | Debreceni VSE |
| FTC PQS Waterpolo                        | 19–7 | UVSE          |
| BVSC-Zugló                               | 10–8 | AVUS          |
| VasasPlaket                              | 10–3 | Kaposvári VK  |

| 4. forduló                               |       |                   |
| Hivatalos mérkőzésnap: 2017. október 21. |       |                   |
| Debreceni VSE                            | 6–22  | FTC PQS Waterpolo |
| Kaposvári VK                             | 5–15  | Szolnoki Dózsa    |
| AVUS                                     | 10–12 | VasasPlaket       |
| UVSE                                     | 8–20  | BVSC-Zugló        |

| 5. forduló                               |      |                   |
| Hivatalos mérkőzésnap: 2017. október 28. |      |                   |
| BVSC-Zugló                               | 3–13 | FTC PQS Waterpolo |
| VasasPlaket                              | 8–19 | Szolnoki Dózsa    |
| AVUS                                     | 10–8 | Kaposvári VK      |
| UVSE                                     | 4–13 | Debreceni VSE     |

| 6. forduló                               |      |             |
| Hivatalos mérkőzésnap: 2017. november 4. |      |             |
| Szolnoki Dózsa                           | 13–9 | BVSC-Zugló  |
| Kaposvári VK                             | 13–5 | UVSE        |
| FTC PQS Waterpolo                        | 18–3 | VasasPlaket |
| Debreceni VSE                            | 13–5 | AVUS        |

| 7. forduló                                |      |                |
| Hivatalos mérkőzésnap: 2017. november 18. |      |                |
| Debreceni VSE                             | 7–9  | Kaposvári VK   |
| FTC PQS Waterpolo                         | 8–11 | Szolnoki Dózsa |
| VasasPlaket                               | 6–6  | BVSC-Zugló     |
| UVSE                                      | 9–11 | AVUS           |

| 8. forduló                                |       |               |
| Hivatalos mérkőzésnap: 2017. november 22. |       |               |
| Szolnoki Dózsa                            | 20–8  | AVUS          |
| VasasPlaket                               | 6–8   | UVSE          |
| BVSC-Zugló                                | 10–11 | Debreceni VSE |
| FTC PQS Waterpolo                         | 23–6  | Kaposvári VK  |

| 9. forduló                                |       |                   |
| Hivatalos mérkőzésnap: 2018. december 16. |       |                   |
| Kaposvári VK                              | 7–13  | BVSC-Zugló        |
| UVSE                                      | 1–13  | Szolnoki Dózsa    |
| AVUS                                      | 8–21  | FTC PQS Waterpolo |
| Debreceni VSE                             | 10–10 | VasasPlaket       |

| 10. forduló                             |      |                   |
| Hivatalos mérkőzésnap: 2018. január 20. |      |                   |
| UVSE                                    | 4–20 | FTC PQS Waterpolo |
| Kaposvári VK                            | 8–7  | VasasPlaket       |
| AVUS                                    | 7–14 | BVSC-Zugló        |
| Debreceni VSE                           | 7–16 | Szolnoki Dózsa    |

| 11. forduló                             |      |               |
| Hivatalos mérkőzésnap: 2018. január 27. |      |               |
| Szolnoki Dózsa                          | 18–2 | Kaposvári VK  |
| FTC PQS Waterpolo                       | 15–9 | Debreceni VSE |
| BVSC-Zugló                              | 14–8 | UVSE          |
| VasasPlaket                             | 13–8 | AVUS          |

| 12. forduló                             |      |             |
| Hivatalos mérkőzésnap: 2018. január 28. |      |             |
| Szolnoki Dózsa                          | 20–3 | VasasPlaket |
| Kaposvári VK                            | 11–6 | AVUS        |
| FTC PQS Waterpolo                       | 10–7 | BVSC-Zugló  |
| Debreceni VSE                           | 13–5 | UVSE        |

| 13. forduló                             |       |                   |
| Hivatalos mérkőzésnap: 2018. február 3. |       |                   |
| BVSC-Zugló                              | 9–10  | Szolnoki Dózsa    |
| VasasPlaket                             | 4–17  | FTC PQS Waterpolo |
| AVUS                                    | 11–13 | Debreceni VSE     |
| UVSE                                    | 7–11  | Kaposvári VK      |

| 14. forduló                              |       |                   |
| Hivatalos mérkőzésnap: 2018. február 23. |       |                   |
| AVUS                                     | 9–4   | UVSE              |
| BVSC-Zugló                               | 9–8   | VasasPlaket       |
| Kaposvári VK                             | 9–9   | Debreceni VSE     |
| Szolnoki Dózsa                           | 11–13 | FTC PQS Waterpolo |

### B csoport
| Hazai \ Vendég1                  | OSC   | SZEG | SZEN | MVLC | PVSK  | HON  | TVSE | EGER |
| A-HÍD OSC Újbuda                 |       | 15–1 | 13–4 | 8–4  | 10–6  | 9–4  | 15–3 | 8–9  |
| CONTITECH Szeged                 | 4–13  |      | 5–9  | 5–18 | 4–14  | 3–20 | 5–7  | 4–16 |
| Metalcom Szentes                 | 10–14 | 12–7 |      | 7–12 | 11–10 | 8–9  | 8–8  | 4–6  |
| PannErgy-Miskolci Vízilabda Club | 7–10  | 18–2 | 12–5 |      | 10–6  | 11–6 | 13–9 | 8–8  |
| PVSK-Mecsek Füszért              | 6–13  | 11–5 | 8–3  | 8–9  |       | 9–5  | 6–4  | 5–12 |
| Racionet Honvéd                  | 12–6  | 15–5 | 11–6 | 9–9  | 9–9   |      | 9–5  | 3–12 |
| Tatabányai VSE                   | 5–12  | 9–6  | 9–10 | 6–3  | 9–9   | 8–9  |      | 6–13 |
| ZF-Eger                          | 8–7   | 20–4 | 17–8 | 8–4  | 14–7  | 17–4 | 15–5 |      |

Utolsó felvett mérkőzés dátuma: 2018. március 11. 
Forrás: Magyar Vízilabda-szövetség 
1A hazai csapatok a bal oldali oszlopban szerepelnek.
Színek: Zöld = hazai győzelem; Sárga = döntetlen; Piros = vendéggyőzelem.
 

### Mérkőzések
A fordulók eredményei a jobb oldali szövegre kattintva nyitható/csukható.
| 1. forduló                              |      |                  |
| Hivatalos mérkőzésnap: 2017. október 4. |      |                  |
| Tatabányai VSE                          | 9–6  | CONTITECH Szeged |
| PVSK                                    | 8–9  | PannErgy-MVLC    |
| Metalcom Szentes                        | 4–6  | ZF-Eger          |
| Racionet Honvéd                         | 12–6 | A-HÍD OSC Újbuda |

| 2. forduló                              |      |                  |
| Hivatalos mérkőzésnap: 2017. október 7. |      |                  |
| ZF-Eger                                 | 15–5 | Tatabányai VSE   |
| A-HÍD OSC Újbuda                        | 13-4 | Metalcom Szentes |
| PannErgy-MVLC                           | 11–6 | Racionet Honvéd  |
| PVSK                                    | 11–5 | CONTITECH Szeged |

| 3. forduló                               |      |                  |
| Hivatalos mérkőzésnap: 2017. október 11. |      |                  |
| PannErgy-MVLC                            | 12–5 | Metalcom Szentes |
| ZF-Eger                                  | 14–7 | PVSK             |
| A-HÍD OSC Újbuda                         | 15–3 | Tatabányai VSE   |
| Racionet Honvéd                          | 15–5 | CONTITECH Szeged |

| 4. forduló                               |      |                  |
| Hivatalos mérkőzésnap: 2017. október 21. |      |                  |
| Tatabányai VSE                           | 6–3  | PannErgy-MVLC    |
| Metalcom Szentes                         | 12–7 | CONTITECH Szeged |
| Racionet Honvéd                          | 3–12 | ZF-Eger          |
| PVSK                                     | 6–13 | A-HÍD OSC Újbuda |

| 5. forduló                               |      |                  |
| Hivatalos mérkőzésnap: 2017. október 28. |      |                  |
| Tatabányai VSE                           | 9–9  | PVSK             |
| ZF-Eger                                  | 20-4 | CONTITECH Szeged |
| Metalcom Szentes                         | 8–9  | Racionet Honvéd  |
| PannErgy-MVLC                            | 7–10 | A-HÍD OSC Újbuda |

| 6. forduló                               |      |                  |
| Hivatalos mérkőzésnap: 2017. november 4. |      |                  |
| ZF-Eger                                  | 8–4  | PannErgy-MVLC    |
| A-HÍD OSC Újbuda                         | 15–1 | CONTITECH Szeged |
| Racionet Honvéd                          | 9–5  | Tatabányai VSE   |
| PVSK                                     | 8–3  | Metalcom Szentes |

| 7. forduló                                |      |                  |
| Hivatalos mérkőzésnap: 2017. november 18. |      |                  |
| Tatabányai VSE                            | 9–10 | Metalcom Szentes |
| A-HÍD OSC Újbuda                          | 8–9  | ZF-Eger          |
| PannErgy-MVLC                             | 18–2 | CONTITECH Szeged |
| PVSK                                      | 9–5  | Racionet Honvéd  |

| 8. forduló                                |      |                  |
| Hivatalos mérkőzésnap: 2017. november 22. |      |                  |
| PannErgy-MVLC                             | 10–6 | PVSK             |
| ZF-Eger                                   | 17-8 | Metalcom Szentes |
| CONTITECH Szeged                          | 5–7  | Tatabányai VSE   |
| A-HÍD OSC Újbuda                          | 9–4  | Racionet Honvéd  |

| 9. forduló                                |       |                  |
| Hivatalos mérkőzésnap: 2017. december 16. |       |                  |
| Racionet Honvéd                           | 9–9   | PannErgy-MVLC    |
| CONTITECH Szeged                          | 4–14  | PVSK             |
| Metalcom Szentes                          | 10–14 | A-HÍD OSC Újbuda |
| Tatabányai VSE                            | 6–13  | ZF-Eger          |

| 10. forduló                             |      |                  |
| Hivatalos mérkőzésnap: 2018. január 20. |      |                  |
| Tatabányai VSE                          | 5–12 | A-HÍD OSC Újbuda |
| CONTITECH Szeged                        | 3–20 | Racionet Honvéd  |
| PVSK                                    | 5–12 | ZF-Eger          |
| Metalcom Szentes                        | 7–12 | PannErgy-MVLC    |

| 11. forduló                             |      |                  |
| Hivatalos mérkőzésnap: 2018. január 27. |      |                  |
| ZF-Eger                                 | 17–4 | Racionet Honvéd  |
| CONTITECH Szeged                        | 5-9  | Metalcom Szentes |
| A-HÍD OSC Újbuda                        | 10–6 | PVSK             |
| PannErgy-MVLC                           | 13–9 | Tatabányai VSE   |

| 12. forduló                             |      |                  |
| Hivatalos mérkőzésnap: 2018. január 31. |      |                  |
| CONTITECH Szeged                        | 4–16 | ZF-Eger          |
| Racionet Honvéd                         | 11–6 | Metalcom Szentes |
| PVSK                                    | 6–4  | Tatabányai VSE   |
| A-HÍD OSC Újbuda                        | 8–4  | PannErgy-MVLC    |

| 13. forduló                             |       |                  |
| Hivatalos mérkőzésnap: 2018. február 3. |       |                  |
| Tatabányai VSE                          | 8–9   | Racionet Honvéd  |
| CONTITECH Szeged                        | 4–13  | A-HÍD OSC Újbuda |
| Metalcom Szentes                        | 11–10 | PVSK             |
| PannErgy-MVLC                           | 8–8   | ZF-Eger          |

| 14. forduló                              |      |                  |
| Hivatalos mérkőzésnap: 2018. február 21. |      |                  |
| CONTITECH Szeged                         | 5–18 | PannErgy-MVLC    |
| Metalcom Szentes                         | 8-8  | Tatabányai VSE   |
| Racionet Honvéd                          | 9–9  | PVSK             |
| ZF-Eger                                  | 8–7  | A-HÍD OSC Újbuda |

## A középszakasz

### Felsőház
| #  | Csapat                           | M  | GY | D | V  | DG–KG   | GK  | P  | Megjegyzések               |
| -- | -------------------------------- | -- | -- | - | -- | ------- | --- | -- | -------------------------- |
| 1. | FTC PQS Waterpolo                | 22 | 21 | 0 | 1  | 331–148 | 183 | 63 | Rájátszás a bajnoki címért |
| 2. | Szolnoki DózsaCV                 | 22 | 20 | 0 | 2  | 335–146 | 189 | 60 | Rájátszás a bajnoki címért |
| 3. | ZF-Eger                          | 22 | 18 | 1 | 3  | 268–155 | 113 | 55 | Rájátszás a bajnoki címért |
| 4. | A-HÍD OSC Újbuda                 | 22 | 15 | 0 | 7  | 220–157 | 63  | 45 | Rájátszás a bajnoki címért |
| 5. | MKB Euroleasing-BVSC-Zugló       | 22 | 11 | 1 | 10 | 217–210 | 7   | 34 | Rájátszás az 5-8. helyért  |
| 6. | PannErgy-Miskolci Vízilabda Club | 22 | 10 | 2 | 10 | 232–194 | 38  | 32 | Rájátszás az 5-8. helyért  |
| 7. | Racionet Honvéd                  | 22 | 9  | 2 | 11 | 183–212 | -29 | 29 | Rájátszás az 5-8. helyért  |
| 8. | Debreceni VSE                    | 22 | 6  | 2 | 14 | 201–270 | -69 | 20 | Rájátszás az 5-8. helyért  |

### Mérkőzések
A fordulók eredményei a jobb oldali szövegre kattintva nyitható/csukható.
| 1. forduló                         |   |
| Hivatalos mérkőzésnap: 2018. [[.]] |   |
|                                    | – |
|                                    | – |
|                                    | – |
|                                    | - |

| 2. forduló                         |   |
| Hivatalos mérkőzésnap: 2018. [[.]] |   |
|                                    | – |
|                                    | – |
|                                    | – |
|                                    | - |

| 3. forduló                         |   |
| Hivatalos mérkőzésnap: 2018. [[.]] |   |
|                                    | – |
|                                    | – |
|                                    | – |
|                                    | - |

| 4. forduló                         |   |
| Hivatalos mérkőzésnap: 2018. [[.]] |   |
|                                    | – |
|                                    | – |
|                                    | – |
|                                    | - |

| 5. forduló                         |   |
| Hivatalos mérkőzésnap: 2018. [[.]] |   |
|                                    | – |
|                                    | – |
|                                    | – |
|                                    | - |

| 6. forduló                         |   |
| Hivatalos mérkőzésnap: 2018. [[.]] |   |
|                                    | – |
|                                    | – |
|                                    | – |
|                                    | - |

| 7. forduló                         |   |
| Hivatalos mérkőzésnap: 2018. [[.]] |   |
|                                    | – |
|                                    | – |
|                                    | – |
|                                    | - |

| 8. forduló                         |   |
| Hivatalos mérkőzésnap: 2018. [[.]] |   |
|                                    | – |
|                                    | – |
|                                    | – |
|                                    | - |

### Alsóház
| #  | Csapat              | M  | GY | D | V  | DG–KG   | GK   | P  | Megjegyzések               |
| -- | ------------------- | -- | -- | - | -- | ------- | ---- | -- | -------------------------- |
| 1. | PVSK-Mecsek Füszért | 22 | 11 | 3 | 8  | 198–184 | 14   | 36 | Rájátszás a 9-12. helyért  |
| 2. | Kaposvári VK        | 22 | 10 | 4 | 8  | 188–221 | -33  | 34 | Rájátszás a 9-12. helyért  |
| 3. | VasasPlaket         | 22 | 9  | 4 | 9  | 184–209 | -25  | 31 | Rájátszás a 9-12. helyért  |
| 4. | Metalcom Szentes    | 22 | 7  | 3 | 12 | 168–203 | -35  | 24 | Rájátszás a 9-12. helyért  |
| 5. | AVUSÚ               | 22 | 8  | 0 | 14 | 194–272 | -78  | 24 | Rájátszás a 13-16. helyért |
| 6. | Tatabányai VSE      | 22 | 5  | 3 | 14 | 165–211 | -46  | 18 | Rájátszás a 13-16. helyért |
| 7. | UVSE                | 22 | 3  | 1 | 18 | 148–258 | -110 | 10 | Rájátszás a 13-16. helyért |
| 8. | CONTITECH Szeged    | 22 | 0  | 0 | 22 | 111–293 | -182 | 0  | Rájátszás a 13-16. helyért |

### Mérkőzések
A fordulók eredményei a jobb oldali szövegre kattintva nyitható/csukható.
| 1. forduló                         |   |
| Hivatalos mérkőzésnap: 2018. [[.]] |   |
|                                    | – |
|                                    | – |
|                                    | – |
|                                    | - |

| 2. forduló                         |   |
| Hivatalos mérkőzésnap: 2018. [[.]] |   |
|                                    | – |
|                                    | – |
|                                    | – |
|                                    | - |

| 3. forduló                         |   |
| Hivatalos mérkőzésnap: 2018. [[.]] |   |
|                                    | – |
|                                    | – |
|                                    | – |
|                                    | - |

| 4. forduló                         |   |
| Hivatalos mérkőzésnap: 2018. [[.]] |   |
|                                    | – |
|                                    | – |
|                                    | – |
|                                    | - |

| 5. forduló                         |   |
| Hivatalos mérkőzésnap: 2018. [[.]] |   |
|                                    | – |
|                                    | – |
|                                    | – |
|                                    | - |

| 6. forduló                         |   |
| Hivatalos mérkőzésnap: 2018. [[.]] |   |
|                                    | – |
|                                    | – |
|                                    | – |
|                                    | - |

| 7. forduló                         |   |
| Hivatalos mérkőzésnap: 2018. [[.]] |   |
|                                    | – |
|                                    | – |
|                                    | – |
|                                    | - |

| 8. forduló                         |   |
| Hivatalos mérkőzésnap: 2018. [[.]] |   |
|                                    | – |
|                                    | – |
|                                    | – |
|                                    | - |

## Rájátszás

### Elődöntők
Az 1-4. helyezettek játsszák az elődöntőt a bajnoki döntőbe kerülésért 1-4, 2-3 párosításban, az egyik fél hét megszerzett pontja kell a döntőbe jutáshoz. Az elődöntő győztesei játszanak a bajnoki címért, a vesztesek pedig a bronzéremért.
|                                  | Pontok |                                 | Eddigi eredmények | 1. Mérkőzés | 2. Mérkőzés | 3. Mérkőzés |     |
| -------------------------------- | ------ | ------------------------------- | ----------------- | ----------- | ----------- | ----------- | --- |
| FTC PQS Waterpolo (1. helyezett) | 9–0    | A-HÍD OSC Újbuda (4. helyezett) | 12-5              | 10-6        | 8-4         | —           | —   |
| Szolnoki Dózsa (2. helyezett)    | 9–6    | ZF-Eger (3. helyezett)          | 16-7              | 7-8         | 13-14       | 12-6        | 9-4 |

(Zárójelben az alapszakaszbeli bajnoki helyezés olvasható.)
1. mérkőzések
| 2018. április 25. 19:30 | FTC PQS Waterpolo     | 8-4              | A-HÍD OSC Újbuda | Komjádi Béla Sportuszoda, Budapest Játékvezetők: Molnár, Rubos |
| 2018. április 25. 19:30 | (3-1, 3-0, 0-2, 2-1,) |                  |                  | Komjádi Béla Sportuszoda, Budapest Játékvezetők: Molnár, Rubos |
| 2018. április 25. 19:30 | két játékos 2         | Jegyzőkönyv      | két játékos 2    | Komjádi Béla Sportuszoda, Budapest Játékvezetők: Molnár, Rubos |
| 2018. április 25. 19:30 | 0/8                   | Gól / emberelőny | 1/7              | Komjádi Béla Sportuszoda, Budapest Játékvezetők: Molnár, Rubos |
| 2018. április 25. 19:30 | -                     | Gól / ötméteres  | -                | Komjádi Béla Sportuszoda, Budapest Játékvezetők: Molnár, Rubos |

| 2018. április 25. 16:00 | Szolnoki Dózsa        | 13-14            | ZF-Eger             | Tiszaligeti Uszoda, Szolnok Játékvezetők: Petik, Dodog |
| 2018. április 25. 16:00 | (0-0, 1-0, 1-1, 1-2,) |                  |                     | Tiszaligeti Uszoda, Szolnok Játékvezetők: Petik, Dodog |
| 2018. április 25. 16:00 | Andrija Prlainović 4  | Jegyzőkönyv      | Strahinja Rašović 4 | Tiszaligeti Uszoda, Szolnok Játékvezetők: Petik, Dodog |
| 2018. április 25. 16:00 | Büntetőpárbaj:        |                  |                     | Tiszaligeti Uszoda, Szolnok Játékvezetők: Petik, Dodog |
| 2018. április 25. 16:00 | 10 – 11               |                  |                     | Tiszaligeti Uszoda, Szolnok Játékvezetők: Petik, Dodog |
| 2018. április 25. 16:00 | 1/11                  | Gól / emberelőny | 1/10                | Tiszaligeti Uszoda, Szolnok Játékvezetők: Petik, Dodog |
| 2018. április 25. 16:00 | 10/11                 | Gól / ötméteres  | 11/11               | Tiszaligeti Uszoda, Szolnok Játékvezetők: Petik, Dodog |

2. mérkőzések
| 2018. május 2. 19:00 | ZF-Eger               | 6-12             | Szolnoki Dózsa | Bitskey Aladár Uszoda, Eger Játékvezetők: Székely, Németh |
| 2018. május 2. 19:00 | (1-3, 2-3, 3-3, 0-3,) |                  |                | Bitskey Aladár Uszoda, Eger Játékvezetők: Székely, Németh |
| 2018. május 2. 19:00 | két játékos 2         | Jegyzőkönyv      | két játékos 3  | Bitskey Aladár Uszoda, Eger Játékvezetők: Székely, Németh |
| 2018. május 2. 19:00 | 1/12                  | Gól / emberelőny | 5/13           | Bitskey Aladár Uszoda, Eger Játékvezetők: Székely, Németh |
| 2018. május 2. 19:00 | 0/0                   | Gól / ötméteres  | 2/2            | Bitskey Aladár Uszoda, Eger Játékvezetők: Székely, Németh |

3. mérkőzések
| 2018. május 5. 16:00 | Szolnoki Dózsa        | 9-4              | ZF-Eger       | Tiszaligeti Uszoda, Szolnok Játékvezetők: Rubos, Csanádi |
| 2018. május 5. 16:00 | (1-0, 3-2, 4-1, 1-1,) |                  |               | Tiszaligeti Uszoda, Szolnok Játékvezetők: Rubos, Csanádi |
| 2018. május 5. 16:00 | négy játékos 1        | Jegyzőkönyv      | két játékos 2 | Tiszaligeti Uszoda, Szolnok Játékvezetők: Rubos, Csanádi |
| 2018. május 5. 16:00 | 4/12                  | Gól / emberelőny | 3/14          | Tiszaligeti Uszoda, Szolnok Játékvezetők: Rubos, Csanádi |
| 2018. május 5. 16:00 | 0/0                   | Gól / ötméteres  | 0/0           | Tiszaligeti Uszoda, Szolnok Játékvezetők: Rubos, Csanádi |

### 5-8. helyért
Az 5-8. helyezettek 5-8, 6-7 párosításban játszanak az egyik fél hét megszerzett pontja kell a helyosztóba kerülésért. A mérkőzések győztesei az 5-6. helyért, a vesztesei a 7-8. helyért játszanak.
|                              | Pontok |                                | Eddigi eredmények | 1. Mérkőzés | 2. Mérkőzés | 3. Mérkőzés |   |
| ---------------------------- | ------ | ------------------------------ | ----------------- | ----------- | ----------- | ----------- | - |
| BVSC-Zugló (5. helyezett)    | 9–3    | Debreceni VSE (8. helyezett)   | 12-8              | 10-11       | 10-4        | 10-9        | — |
| PannErgy-MVLC (6. helyezett) | 7–1    | Racionet Honvéd (7. helyezett) | 11-6              | 9-9         | 8-3         | —           | — |

(Zárójelben az alapszakaszbeli bajnoki helyezés olvasható.)
1. mérkőzések
| 2018. április 25. 20:00 | BVSC-Zugló            | 10-4             | Debreceni VSE | Szőnyi úti uszoda, Budapest Játékvezetők: Németh, Kovács |
| 2018. április 25. 20:00 | (1-2, 3-1, 4-1, 2-0,) |                  |               | Szőnyi úti uszoda, Budapest Játékvezetők: Németh, Kovács |
| 2018. április 25. 20:00 | Pásztor Mátyás 4      | Jegyzőkönyv      | Lukas Durik 2 | Szőnyi úti uszoda, Budapest Játékvezetők: Németh, Kovács |
| 2018. április 25. 20:00 | 3/13                  | Gól / emberelőny | 2/10          | Szőnyi úti uszoda, Budapest Játékvezetők: Németh, Kovács |
| 2018. április 25. 20:00 | 0/1                   | Gól / ötméteres  | -             | Szőnyi úti uszoda, Budapest Játékvezetők: Németh, Kovács |

| 2018. április 25. 19:30 | PannErgy-MVLC         | 8-3              | Racionet Honvéd      | Kemény Dénes uszoda, Miskolc Játékvezetők: Mucskai, Kovács |
| 2018. április 25. 19:30 | (3-0, 3-1, 1-2, 1-0,) |                  |                      | Kemény Dénes uszoda, Miskolc Játékvezetők: Mucskai, Kovács |
| 2018. április 25. 19:30 | két játékos 2         | Jegyzőkönyv      | Simon Roland Zsolt 2 | Kemény Dénes uszoda, Miskolc Játékvezetők: Mucskai, Kovács |
| 2018. április 25. 19:30 | 0/5                   | Gól / emberelőny | 2/10                 | Kemény Dénes uszoda, Miskolc Játékvezetők: Mucskai, Kovács |
| 2018. április 25. 19:30 | 0/0                   | Gól / ötméteres  | 0/2                  | Kemény Dénes uszoda, Miskolc Játékvezetők: Mucskai, Kovács |

2. mérkőzések
| 2018. május 2. 19:30 | Debreceni VSE         | 9-10             | BVSC-Zugló      | Debreceni Sportuszoda, Debrecen Játékvezetők: Csizmadia, Homonnai |
| 2018. május 2. 19:30 | (1-4, 1-1, 3-2, 4-3,) |                  |                 | Debreceni Sportuszoda, Debrecen Játékvezetők: Csizmadia, Homonnai |
| 2018. május 2. 19:30 | Macsi Patrik 3        | Jegyzőkönyv      | három játékos 2 | Debreceni Sportuszoda, Debrecen Játékvezetők: Csizmadia, Homonnai |
| 2018. május 2. 19:30 | 2/11                  | Gól / emberelőny | 2/11            | Debreceni Sportuszoda, Debrecen Játékvezetők: Csizmadia, Homonnai |
| 2018. május 2. 19:30 | 0/1                   | Gól / ötméteres  | 0/0             | Debreceni Sportuszoda, Debrecen Játékvezetők: Csizmadia, Homonnai |

### 9-12. helyért
A 9-12. helyezettek 9-12, 10-11 párosításban játszanak az egyik fél hét megszerzett pontjáig tartómérkőzéseket a helyosztóba kerülésért. A mérkőzések győztesei a 9-10. helyért, a vesztesei a 11-12. helyért játszanak.
|                                    | Pontok |                                  | Eddigi eredmények | 1. Mérkőzés | 2. Mérkőzés | 3. Mérkőzés |      |
| ---------------------------------- | ------ | -------------------------------- | ----------------- | ----------- | ----------- | ----------- | ---- |
| PVSK-Mecsek Füszért (9. helyezett) | 9–6    | Metalcom Szentes (12. helyezett) | 8-3               | 10-11       | 11-6        | 2-16        | 7-5  |
| Kaposvári VK (10. helyezett)       | 9–6    | VasasPlaket (11. helyezett)      | 3-10              | 8-7         | 14-13       | 7-8         | 11-4 |

(Zárójelben az alapszakaszbeli bajnoki helyezés olvasható.)
1. mérkőzések
| 2018. április 25. 19:00 | PVSK-Mecsek Füszért   | 11-6             | Metalcom Szentes | Abay Nemes Oszkár Sportuszoda, Pécs Játékvezetők: Csanádi, Csizmadia |
| 2018. április 25. 19:00 | (5-2, 2-2, 4-0, 0-2,) |                  |                  | Abay Nemes Oszkár Sportuszoda, Pécs Játékvezetők: Csanádi, Csizmadia |
| 2018. április 25. 19:00 | Csaba Márton 3        | Jegyzőkönyv      | Somogyi Balázs 2 | Abay Nemes Oszkár Sportuszoda, Pécs Játékvezetők: Csanádi, Csizmadia |
| 2018. április 25. 19:00 | 4/11                  | Gól / emberelőny | 2/5              | Abay Nemes Oszkár Sportuszoda, Pécs Játékvezetők: Csanádi, Csizmadia |
| 2018. április 25. 19:00 | 1/1                   | Gól / ötméteres  | 1/1              | Abay Nemes Oszkár Sportuszoda, Pécs Játékvezetők: Csanádi, Csizmadia |

| 2018. április 25. 19:30 | Kaposvári VK          | 14-13            | VasasPlaket  | Kaposvári Városi Fürdő, Kaposvár Játékvezetők: Tordai, Homonnai |
| 2018. április 25. 19:30 | (2-0, 2-2, 3-3, 1-3,) |                  |              | Kaposvári Városi Fürdő, Kaposvár Játékvezetők: Tordai, Homonnai |
| 2018. április 25. 19:30 | Vindisch Ferenc 4     | Jegyzőkönyv      | Bencz Rolf 5 | Kaposvári Városi Fürdő, Kaposvár Játékvezetők: Tordai, Homonnai |
| 2018. április 25. 19:30 | Büntetőpárbaj:        |                  |              | Kaposvári Városi Fürdő, Kaposvár Játékvezetők: Tordai, Homonnai |
| 2018. április 25. 19:30 | 6 – 5                 |                  |              | Kaposvári Városi Fürdő, Kaposvár Játékvezetők: Tordai, Homonnai |
| 2018. április 25. 19:30 | 1/10                  | Gól / emberelőny | 6/11         | Kaposvári Városi Fürdő, Kaposvár Játékvezetők: Tordai, Homonnai |
| 2018. április 25. 19:30 | 7/8                   | Gól / ötméteres  | 6/8          | Kaposvári Városi Fürdő, Kaposvár Játékvezetők: Tordai, Homonnai |

2. mérkőzések
| 2018. május 2. 19:00 | Metalcom Szentes      | 16-2             | PVSK-Mecsek Füszért | Szentesi Uszoda, Szentes Játékvezetők: Marnitz, Kovács |
| 2018. május 2. 19:00 | (5-0, 4-0, 3-1, 4-1,) |                  |                     | Szentesi Uszoda, Szentes Játékvezetők: Marnitz, Kovács |
| 2018. május 2. 19:00 | két játékos 3         | Jegyzőkönyv      | két játékos 1       | Szentesi Uszoda, Szentes Játékvezetők: Marnitz, Kovács |
| 2018. május 2. 19:00 | 2/5                   | Gól / emberelőny | 1/7                 | Szentesi Uszoda, Szentes Játékvezetők: Marnitz, Kovács |
| 2018. május 2. 19:00 | 1/1                   | Gól / ötméteres  | 0/0                 | Szentesi Uszoda, Szentes Játékvezetők: Marnitz, Kovács |

| 2018. május 2. 19:30 | VasasPlaket           | 8-7              | Kaposvári VK  | Komjádi Béla Sportuszoda, Budapest Játékvezetők: Mucskai, Csanádi |
| 2018. május 2. 19:30 | (3-3, 2-2, 3-1, 0-1,) |                  |               | Komjádi Béla Sportuszoda, Budapest Játékvezetők: Mucskai, Csanádi |
| 2018. május 2. 19:30 | Bencz Rolf 3          | Jegyzőkönyv      | Nikola Giga 3 | Komjádi Béla Sportuszoda, Budapest Játékvezetők: Mucskai, Csanádi |
| 2018. május 2. 19:30 | 2/7                   | Gól / emberelőny | 5/11          | Komjádi Béla Sportuszoda, Budapest Játékvezetők: Mucskai, Csanádi |
| 2018. május 2. 19:30 | 1/1                   | Gól / ötméteres  | 0/0           | Komjádi Béla Sportuszoda, Budapest Játékvezetők: Mucskai, Csanádi |

3. mérkőzések
| 2018. május 5. 19:00 | PVSK-Mecsek Füszért   | 7-5              | Metalcom Szentes | Abay Nemes Oszkár Sportuszoda, Pécs Játékvezetők: Mucskai, Homonnai |
| 2018. május 5. 19:00 | (1-1, 3-1, 1-1, 2-2,) |                  |                  | Abay Nemes Oszkár Sportuszoda, Pécs Játékvezetők: Mucskai, Homonnai |
| 2018. május 5. 19:00 | két játékos 2         | Jegyzőkönyv      | Nagy Márton 3    | Abay Nemes Oszkár Sportuszoda, Pécs Játékvezetők: Mucskai, Homonnai |
| 2018. május 5. 19:00 | 2/11                  | Gól / emberelőny | 2/13             | Abay Nemes Oszkár Sportuszoda, Pécs Játékvezetők: Mucskai, Homonnai |
| 2018. május 5. 19:00 | 0/1                   | Gól / ötméteres  | 1/2              | Abay Nemes Oszkár Sportuszoda, Pécs Játékvezetők: Mucskai, Homonnai |

| 2018. május 5. 16:00 | Kaposvári VK          | 11-4             | VasasPlaket     | Kaposvári Városi Fürdő, Kaposvár Játékvezetők: Németh, Kovács |
| 2018. május 5. 16:00 | (2-0, 3-2, 4-1, 2-1,) |                  |                 | Kaposvári Városi Fürdő, Kaposvár Játékvezetők: Németh, Kovács |
| 2018. május 5. 16:00 | két játékos 3         | Jegyzőkönyv      | Marnitz Gergő 2 | Kaposvári Városi Fürdő, Kaposvár Játékvezetők: Németh, Kovács |
| 2018. május 5. 16:00 | 2/13                  | Gól / emberelőny | 0/7             | Kaposvári Városi Fürdő, Kaposvár Játékvezetők: Németh, Kovács |
| 2018. május 5. 16:00 | 1/1                   | Gól / ötméteres  | 0/2             | Kaposvári Városi Fürdő, Kaposvár Játékvezetők: Németh, Kovács |

### 13-16. helyért
A 13-16. helyezettek 13-16, 14-15 párosításban játszanak az egyik fél hét megszerzett pontjáig tartómérkőzéseket a helyosztóba kerülésért. A mérkőzések győztesei a 13-14. helyért, a vesztesei a 15-16. helyért játszanak.
|                                | Pontok |                                  | Eddigi eredmények | 1. Mérkőzés | 2. Mérkőzés | 3. Mérkőzés |   |
| ------------------------------ | ------ | -------------------------------- | ----------------- | ----------- | ----------- | ----------- | - |
| AVUS (13. helyezett)           | 9–0    | CONTITECH Szeged (16. helyezett) | 13-8              | 13-11       | 12-7        | —           | — |
| Tatabányai VSE (14. helyezett) | 9–0    | UVSE (15. helyezett)             | 9-4               | 9-6         | 7-6         | —           | — |

(Zárójelben az alapszakaszbeli bajnoki helyezés olvasható.)
1. mérkőzések
| 2018. április 25. 19:00 | AVUS                  | 12-7             | CONTITECH Szeged | Szombathelyi Városi Uszoda, Szombathely Játékvezetők: Bereczki, Vogel |
| 2018. április 25. 19:00 | (4-0, 2-1, 3-5, 3-0,) |                  |                  | Szombathelyi Városi Uszoda, Szombathely Játékvezetők: Bereczki, Vogel |
| 2018. április 25. 19:00 | két játékos 3         | Jegyzőkönyv      | három játékos 2  | Szombathelyi Városi Uszoda, Szombathely Játékvezetők: Bereczki, Vogel |
| 2018. április 25. 19:00 | 4/9                   | Gól / emberelőny | 3/7              | Szombathelyi Városi Uszoda, Szombathely Játékvezetők: Bereczki, Vogel |
| 2018. április 25. 19:00 | 1/1                   | Gól / ötméteres  | 1/1              | Szombathelyi Városi Uszoda, Szombathely Játékvezetők: Bereczki, Vogel |

| 2018. április 25. 17:30 | Tatabányai VSE        | 7-6              | UVSE           | Tatabányai Sportuszoda, Tatabánya Játékvezetők: Székely, Kenéz |
| 2018. április 25. 17:30 | (3-0, 1-2, 2-3, 1-1,) |                  |                | Tatabányai Sportuszoda, Tatabánya Játékvezetők: Székely, Kenéz |
| 2018. április 25. 17:30 | Kolozsi Marcell 3     | Jegyzőkönyv      | Konarik Ákos 2 | Tatabányai Sportuszoda, Tatabánya Játékvezetők: Székely, Kenéz |
| 2018. április 25. 17:30 | 2/6                   | Gól / emberelőny | 0/5            | Tatabányai Sportuszoda, Tatabánya Játékvezetők: Székely, Kenéz |
| 2018. április 25. 17:30 | 0/2                   | Gól / ötméteres  | 1/1            | Tatabányai Sportuszoda, Tatabánya Játékvezetők: Székely, Kenéz |

## Helyosztók
A párharcok az egyik fél második győzelméig tartanak.(A döntő az egyik fél harmadik győzelméig tart)

### 15-16. helyért
|                      | Győz. száma |                                  |
| -------------------- | ----------- | -------------------------------- |
| UVSE (15. helyezett) | 2–0         | CONTITECH Szeged (16. helyezett) |

(Zárójelben az alapszakaszbeli bajnoki helyezés olvasható.)
| 2018. május 12. 19:00 | UVSE                  | 11-5             | CONTITECH Szeged | Hajós Alfréd Sportuszoda, Budapest Játékvezetők: Németh, Homonnai |
| 2018. május 12. 19:00 | (4-1, 2-0, 2-2, 3-2,) |                  |                  | Hajós Alfréd Sportuszoda, Budapest Játékvezetők: Németh, Homonnai |
| 2018. május 12. 19:00 | Vogel Simon Benedek 4 | Jegyzőkönyv      | öt játékos 1     | Hajós Alfréd Sportuszoda, Budapest Játékvezetők: Németh, Homonnai |
| 2018. május 12. 19:00 | 4/5                   | Gól / emberelőny | 1/6              | Hajós Alfréd Sportuszoda, Budapest Játékvezetők: Németh, Homonnai |
| 2018. május 12. 19:00 | 0/0                   | Gól / ötméteres  | 1/2              | Hajós Alfréd Sportuszoda, Budapest Játékvezetők: Németh, Homonnai |

| 2018. május 16. 18:00 | CONTITECH Szeged      | 6-13             | UVSE         | Szegedi Sportuszoda, Szeged Játékvezetők: Székely, Bene |
| 2018. május 16. 18:00 | (0-3, 3-2, 2-6, 1-2,) |                  |              | Szegedi Sportuszoda, Szeged Játékvezetők: Székely, Bene |
| 2018. május 16. 18:00 | Lakatos Soma 2        | Jegyzőkönyv      | öt játékos 2 | Szegedi Sportuszoda, Szeged Játékvezetők: Székely, Bene |
| 2018. május 16. 18:00 | 3/11                  | Gól / emberelőny | 4/7          | Szegedi Sportuszoda, Szeged Játékvezetők: Székely, Bene |
| 2018. május 16. 18:00 | 0/0                   | Gól / ötméteres  | 0/0          | Szegedi Sportuszoda, Szeged Játékvezetők: Székely, Bene |

A helyosztót 2–0-s arányban az UVSE nyerte, így a 15. helyen, míg a vesztes CONTITECH Szeged a 16. helyen a bajnokság utolsó helyén zárt.

### 13-14. helyért
|                      | Győz. száma |                                |
| -------------------- | ----------- | ------------------------------ |
| AVUS (13. helyezett) | 2–0         | Tatabányai VSE (14. helyezett) |

(Zárójelben az alapszakaszbeli bajnoki helyezés olvasható.)
| 2018. május 12. 17:00 | AVUS                  | 11-6             | Tatabányai VSE    | Szombathelyi Városi Uszoda, Szombathely Játékvezetők: Csizmadia, Marjay |
| 2018. május 12. 17:00 | (2-2, 2-2, 3-1, 4-1,) |                  |                   | Szombathelyi Városi Uszoda, Szombathely Játékvezetők: Csizmadia, Marjay |
| 2018. május 12. 17:00 | Basara Ivan 5         | Jegyzőkönyv      | Kolozsi Marcell 3 | Szombathelyi Városi Uszoda, Szombathely Játékvezetők: Csizmadia, Marjay |
| 2018. május 12. 17:00 | 2/6                   | Gól / emberelőny | 3/10              | Szombathelyi Városi Uszoda, Szombathely Játékvezetők: Csizmadia, Marjay |
| 2018. május 12. 17:00 | 1/1                   | Gól / ötméteres  | 1/1               | Szombathelyi Városi Uszoda, Szombathely Játékvezetők: Csizmadia, Marjay |

| 2018. május 16. 17:30 | Tatabányai VSE        | 11-14            | AVUS         | Tatabányai Sportuszoda, Tatabánya Játékvezetők: Vogel, Füzesi |
| 2018. május 16. 17:30 | (1-2, 2-4, 4-4, 4-4,) |                  |              | Tatabányai Sportuszoda, Tatabánya Játékvezetők: Vogel, Füzesi |
| 2018. május 16. 17:30 | Kolozsi Marcell 5     | Jegyzőkönyv      | Kiss Csaba 4 | Tatabányai Sportuszoda, Tatabánya Játékvezetők: Vogel, Füzesi |
| 2018. május 16. 17:30 | 1/10                  | Gól / emberelőny | 3/8          | Tatabányai Sportuszoda, Tatabánya Játékvezetők: Vogel, Füzesi |
| 2018. május 16. 17:30 | 2/2                   | Gól / ötméteres  | 3/3          | Tatabányai Sportuszoda, Tatabánya Játékvezetők: Vogel, Füzesi |

A helyosztót 2–0-s arányban az AVUS nyerte, így a 13. helyen, míg a vesztes Tatabányai VSE a 14. helyen végzett.

### 11-12. helyért
|                             | Győz. száma |                                  |
| --------------------------- | ----------- | -------------------------------- |
| VasasPlaket (11. helyezett) | 1–2         | Metalcom Szentes (12. helyezett) |

(Zárójelben az alapszakaszbeli bajnoki helyezés olvasható.)
| 2018. május 12. 19:30 | VasasPlaket           | 8-7              | Metalcom Szentes | Komjádi Béla Sportuszoda, Budapest Játékvezetők: Vogel, Kun |
| 2018. május 12. 19:30 | (2-0, 1-1, 3-2, 2-4,) |                  |                  | Komjádi Béla Sportuszoda, Budapest Játékvezetők: Vogel, Kun |
| 2018. május 12. 19:30 | Bencz Rolf 3          | Jegyzőkönyv      | Somogyi Balázs 3 | Komjádi Béla Sportuszoda, Budapest Játékvezetők: Vogel, Kun |
| 2018. május 12. 19:30 | 2/9                   | Gól / emberelőny | 2/8              | Komjádi Béla Sportuszoda, Budapest Játékvezetők: Vogel, Kun |
| 2018. május 12. 19:30 | 1/1                   | Gól / ötméteres  | 0/0              | Komjádi Béla Sportuszoda, Budapest Játékvezetők: Vogel, Kun |

| 2018. május 16. 19:00 | Metalcom Szentes      | 11-3             | VasasPlaket     | Szentesi Uszoda, Szentes Játékvezetők: Marjay, Homonnai |
| 2018. május 16. 19:00 | (2-0, 1-1, 4-1, 4-1,) |                  |                 | Szentesi Uszoda, Szentes Játékvezetők: Marjay, Homonnai |
| 2018. május 16. 19:00 | két játékos 2         | Jegyzőkönyv      | három játékos 1 | Szentesi Uszoda, Szentes Játékvezetők: Marjay, Homonnai |
| 2018. május 16. 19:00 | 1/12                  | Gól / emberelőny | 1/14            | Szentesi Uszoda, Szentes Játékvezetők: Marjay, Homonnai |
| 2018. május 16. 19:00 | 2/2                   | Gól / ötméteres  | 0/0             | Szentesi Uszoda, Szentes Játékvezetők: Marjay, Homonnai |

| 2018. május 19. 20:00 | VasasPlaket           | 9-10             | Metalcom Szentes | Komjádi Béla Sportuszoda, Budapest Játékvezetők: Marosvári, Mucskai |
| 2018. május 19. 20:00 | (2-3, 2-1, 2-4, 3-2,) |                  |                  | Komjádi Béla Sportuszoda, Budapest Játékvezetők: Marosvári, Mucskai |
| 2018. május 19. 20:00 | Marnitz Gergő 3       | Jegyzőkönyv      | három játékos 2  | Komjádi Béla Sportuszoda, Budapest Játékvezetők: Marosvári, Mucskai |
| 2018. május 19. 20:00 | 4/11                  | Gól / emberelőny | 1/12             | Komjádi Béla Sportuszoda, Budapest Játékvezetők: Marosvári, Mucskai |
| 2018. május 19. 20:00 | 1/2                   | Gól / ötméteres  | 1/1              | Komjádi Béla Sportuszoda, Budapest Játékvezetők: Marosvári, Mucskai |

A helyosztót 2–1-s arányban a Metalcom Szentes nyerte, így a 11. helyen, míg a vesztes VasasPlaket a 12. helyen végzett.

### 9-10. helyért
|                                    | Győz. száma |                              |
| ---------------------------------- | ----------- | ---------------------------- |
| PVSK-Mecsek Füszért (9. helyezett) | 1–2         | Kaposvári VK (10. helyezett) |

(Zárójelben az alapszakaszbeli bajnoki helyezés olvasható.)
| 2018. május 14. 19:00 | PVSK-Mecsek Füszért   | 13-9             | Kaposvári VK    | Abay Nemes Oszkár Sportuszod, Pécs Játékvezetők: Marjay, Marnitz |
| 2018. május 14. 19:00 | (5-2, 3-1, 3-0, 2-6,) |                  |                 | Abay Nemes Oszkár Sportuszod, Pécs Játékvezetők: Marjay, Marnitz |
| 2018. május 14. 19:00 | két játékos 4         | Jegyzőkönyv      | három játékos 2 | Abay Nemes Oszkár Sportuszod, Pécs Játékvezetők: Marjay, Marnitz |
| 2018. május 14. 19:00 | 5/9                   | Gól / emberelőny | 1/12            | Abay Nemes Oszkár Sportuszod, Pécs Játékvezetők: Marjay, Marnitz |
| 2018. május 14. 19:00 | 1/1                   | Gól / ötméteres  | 1/2             | Abay Nemes Oszkár Sportuszod, Pécs Játékvezetők: Marjay, Marnitz |

| 2018. május 19. 16:00 | Kaposvári VK          | 7-6              | PVSK-Mecsek Füszért | Kaposvári Városi Fürdő, Kaposvár Játékvezetők: Rubos, Petik |
| 2018. május 19. 16:00 | (2-0, 0-2, 2-3, 3-1,) |                  |                     | Kaposvári Városi Fürdő, Kaposvár Játékvezetők: Rubos, Petik |
| 2018. május 19. 16:00 | két játékos 2         | Jegyzőkönyv      | Chilkó Márton 3     | Kaposvári Városi Fürdő, Kaposvár Játékvezetők: Rubos, Petik |
| 2018. május 19. 16:00 | 3/6                   | Gól / emberelőny | 2/7                 | Kaposvári Városi Fürdő, Kaposvár Játékvezetők: Rubos, Petik |
| 2018. május 19. 16:00 | 0/0                   | Gól / ötméteres  | 0/0                 | Kaposvári Városi Fürdő, Kaposvár Játékvezetők: Rubos, Petik |

| 2018. május 23. 19:00 | PVSK-Mecsek Füszért   | 6-10             | Kaposvári VK            | Abay Nemes Oszkár Sportuszod, Pécs Játékvezetők: Berki, Csizmadia |
| 2018. május 23. 19:00 | (2-2, 1-2, 1-4, 2-2,) |                  |                         | Abay Nemes Oszkár Sportuszod, Pécs Játékvezetők: Berki, Csizmadia |
| 2018. május 23. 19:00 | két játékos 2         | Jegyzőkönyv      | Juhász-Szelei Norbert 3 | Abay Nemes Oszkár Sportuszod, Pécs Játékvezetők: Berki, Csizmadia |
| 2018. május 23. 19:00 | 2/12                  | Gól / emberelőny | 2/8                     | Abay Nemes Oszkár Sportuszod, Pécs Játékvezetők: Berki, Csizmadia |
| 2018. május 23. 19:00 | 0/0                   | Gól / ötméteres  | 1/1                     | Abay Nemes Oszkár Sportuszod, Pécs Játékvezetők: Berki, Csizmadia |

A helyosztót 2–1-s arányban a Kaposvári VK nyerte, így a 9. helyen, míg a vesztes PVSK-Mecsek Füszért a 10. helyen végzett.

### 7-8. helyért
|                                | Győz. száma |                              |
| ------------------------------ | ----------- | ---------------------------- |
| Racionet Honvéd (7. helyezett) | 2–0         | Debreceni VSE (8. helyezett) |

(Zárójelben az alapszakaszbeli bajnoki helyezés olvasható.)
| 2018. május 12. 17:30 | Racionet Honvéd       | 10-9             | Debreceni VSE | Kőér utcai uszoda, Budapest Játékvezetők: Mucskai, Bene |
| 2018. május 12. 17:30 | (1-3, 1-4, 5-0, 3-2,) |                  |               | Kőér utcai uszoda, Budapest Játékvezetők: Mucskai, Bene |
| 2018. május 12. 17:30 | Manhercz Ádám 3       | Jegyzőkönyv      | Boros Tamás 3 | Kőér utcai uszoda, Budapest Játékvezetők: Mucskai, Bene |
| 2018. május 12. 17:30 | 6/16                  | Gól / emberelőny | 2/12          | Kőér utcai uszoda, Budapest Játékvezetők: Mucskai, Bene |
| 2018. május 12. 17:30 | 0/1                   | Gól / ötméteres  | 0/0           | Kőér utcai uszoda, Budapest Játékvezetők: Mucskai, Bene |

| 2018. május 16. 19:15 | Debreceni VSE         | 12-13            | Racionet Honvéd | Debreceni uszoda, Debrecen Játékvezetők: Berki, Tordai |
| 2018. május 16. 19:15 | (3-4, 4-2, 3-4, 2-3,) |                  |                 | Debreceni uszoda, Debrecen Játékvezetők: Berki, Tordai |
| 2018. május 16. 19:15 | Boros Tamás 5         | Jegyzőkönyv      | két játékos 3   | Debreceni uszoda, Debrecen Játékvezetők: Berki, Tordai |
| 2018. május 16. 19:15 | 4/9                   | Gól / emberelőny | 2/9             | Debreceni uszoda, Debrecen Játékvezetők: Berki, Tordai |
| 2018. május 16. 19:15 | 2/2                   | Gól / ötméteres  | 2/3             | Debreceni uszoda, Debrecen Játékvezetők: Berki, Tordai |

A helyosztót 2–0-s arányban a Racionet Honvéd nyerte, így a 7. helyen, míg a vesztes Debreceni VSE a 8. helyen végzett.

### 5-6. helyért
|                                           | Győz. száma |                              |
| ----------------------------------------- | ----------- | ---------------------------- |
| MKB Euroleasing-BVSC-Zugló (5. helyezett) | 2–1         | PannErgy-MVLC (6. helyezett) |

(Zárójelben az alapszakaszbeli bajnoki helyezés olvasható.)
| 2018. május 12. 17:00 | MKB Euroleasing-BVSC-Zugló | 9-8              | PannErgy-MVLC | Szőnyi úti uszoda, Budapest Játékvezetők: Molnár, Székely |
| 2018. május 12. 17:00 | (2-1, 4-3, 0-2, 3-2,)      |                  |               | Szőnyi úti uszoda, Budapest Játékvezetők: Molnár, Székely |
| 2018. május 12. 17:00 | két játékos 2              | Jegyzőkönyv      | Alex Bowen 3  | Szőnyi úti uszoda, Budapest Játékvezetők: Molnár, Székely |
| 2018. május 12. 17:00 | 3/11                       | Gól / emberelőny | 3/7           | Szőnyi úti uszoda, Budapest Játékvezetők: Molnár, Székely |
| 2018. május 12. 17:00 | 1/1                        | Gól / ötméteres  | 1/1           | Szőnyi úti uszoda, Budapest Játékvezetők: Molnár, Székely |

| 2018. május 16. 19:30 | PannErgy-MVLC         | 12-10            | MKB Euroleasing-BVSC-Zugló | Kemény Dénes uszoda, Miskolc Játékvezetők: Kun, Bereczki |
| 2018. május 16. 19:30 | (4-3, 3-2, 3-3, 2-2,) |                  |                            | Kemény Dénes uszoda, Miskolc Játékvezetők: Kun, Bereczki |
| 2018. május 16. 19:30 | Nagy Ádám 5           | Jegyzőkönyv      | Létay Krisztián 3          | Kemény Dénes uszoda, Miskolc Játékvezetők: Kun, Bereczki |
| 2018. május 16. 19:30 | 2/14                  | Gól / emberelőny | 4/10                       | Kemény Dénes uszoda, Miskolc Játékvezetők: Kun, Bereczki |
| 2018. május 16. 19:30 | 0/0                   | Gól / ötméteres  | 2/2                        | Kemény Dénes uszoda, Miskolc Játékvezetők: Kun, Bereczki |

| 2018. május 19. 17:00 | MKB Euroleasing-BVSC-Zugló | 14-13            | PannErgy-MVLC | Szőnyi úti uszoda, Budapest Játékvezetők: Németh, Csanádi |
| 2018. május 19. 17:00 | (1-1, 1-2, 3-3, 3-2,)      |                  |               | Szőnyi úti uszoda, Budapest Játékvezetők: Németh, Csanádi |
| 2018. május 19. 17:00 | Czigány Károly 4           | Jegyzőkönyv      | két játékos 4 | Szőnyi úti uszoda, Budapest Játékvezetők: Németh, Csanádi |
| 2018. május 19. 17:00 | Büntetőpárbaj:             |                  |               | Szőnyi úti uszoda, Budapest Játékvezetők: Németh, Csanádi |
| 2018. május 19. 17:00 | 6 – 5                      |                  |               | Szőnyi úti uszoda, Budapest Játékvezetők: Németh, Csanádi |
| 2018. május 19. 17:00 | 4/10                       | Gól / emberelőny | 2/11          | Szőnyi úti uszoda, Budapest Játékvezetők: Németh, Csanádi |
| 2018. május 19. 17:00 | 7/10                       | Gól / ötméteres  | 5/9           | Szőnyi úti uszoda, Budapest Játékvezetők: Németh, Csanádi |

A helyosztót 2–1-s arányban a MKB Euroleasing-BVSC-Zugló nyerte, így az 5. helyen, míg a vesztes PannErgy-Miskolci Vízilabda Club a 6. helyen végzett.

### 3-4. helyért
|                        | Győz. száma |                                 |
| ---------------------- | ----------- | ------------------------------- |
| ZF-Eger (3. helyezett) | 2–0         | A-HÍD OSC Újbuda (4. helyezett) |

(Zárójelben az alapszakaszbeli bajnoki helyezés olvasható.)
| 2018. május 12. 19:00 | ZF-Eger               | 11-5             | A-HÍD OSC Újbuda | Bitskey Aladár uszoda, Eger Játékvezetők: Petik, Rubos |
| 2018. május 12. 19:00 | (2-0, 3-3, 4-1, 2-1,) |                  |                  | Bitskey Aladár uszoda, Eger Játékvezetők: Petik, Rubos |
| 2018. május 12. 19:00 | Strahinja Rašović 5   | Jegyzőkönyv      | Burián Gergely 2 | Bitskey Aladár uszoda, Eger Játékvezetők: Petik, Rubos |
| 2018. május 12. 19:00 | 0/1                   | Gól / emberelőny | 1/2              | Bitskey Aladár uszoda, Eger Játékvezetők: Petik, Rubos |
| 2018. május 12. 19:00 | 2/11                  | Gól / ötméteres  | 2/12             | Bitskey Aladár uszoda, Eger Játékvezetők: Petik, Rubos |

| 2018. május 16. 19:30 | A-HÍD OSC Újbuda      | 7-9              | ZF-Eger             | Nyéki Imre Uszoda, Budapest Játékvezetők: Marnitz, Dodog |
| 2018. május 16. 19:30 | (1-3, 1-4, 1-2, 4-0,) |                  |                     | Nyéki Imre Uszoda, Budapest Játékvezetők: Marnitz, Dodog |
| 2018. május 16. 19:30 | Draško Brguljan 2     | Jegyzőkönyv      | Strahinja Rašović 4 | Nyéki Imre Uszoda, Budapest Játékvezetők: Marnitz, Dodog |
| 2018. május 16. 19:30 | 1/8                   | Gól / emberelőny | 1/10                | Nyéki Imre Uszoda, Budapest Játékvezetők: Marnitz, Dodog |
| 2018. május 16. 19:30 | 0/1                   | Gól / ötméteres  | 0/0                 | Nyéki Imre Uszoda, Budapest Játékvezetők: Marnitz, Dodog |

A bronzmérkőzést 2–0-s arányban a ZF-Eger nyerte, így a 3. helyen, míg a vesztes A-HÍD OSC Újbuda a 4. helyen végzett.

### Döntő
|                                  | Győz. száma |                               |
| -------------------------------- | ----------- | ----------------------------- |
| FTC PQS Waterpolo (1. helyezett) | 3–2         | Szolnoki Dózsa (2. helyezett) |

(Zárójelben az alapszakaszbeli bajnoki helyezés olvasható.)
| 2018. május 13. 17:45 | FTC PQS Waterpolo     | 12-9             | Szolnoki Dózsa       | Komjádi Béla Sportuszoda, Budapest Játékvezetők: Marosvári, Csanádi |
| 2018. május 13. 17:45 | (2-3, 3-2, 4-2, 3-2,) |                  |                      | Komjádi Béla Sportuszoda, Budapest Játékvezetők: Marosvári, Csanádi |
| 2018. május 13. 17:45 | Varga Dénes 4         | Jegyzőkönyv      | Andrija Prlainović 3 | Komjádi Béla Sportuszoda, Budapest Játékvezetők: Marosvári, Csanádi |
| 2018. május 13. 17:45 | 5/10                  | Gól / emberelőny | 2/12                 | Komjádi Béla Sportuszoda, Budapest Játékvezetők: Marosvári, Csanádi |
| 2018. május 13. 17:45 | 1/1                   | Gól / ötméteres  | 1/1                  | Komjádi Béla Sportuszoda, Budapest Játékvezetők: Marosvári, Csanádi |

| 2018. május 16. 19:00 | Szolnoki Dózsa        | 9-14             | FTC PQS Waterpolo | Tiszaligeti uszoda, Szolnok Játékvezetők: Mucskai, Németh |
| 2018. május 16. 19:00 | (2-4, 3-4, 1-3, 3-3,) |                  |                   | Tiszaligeti uszoda, Szolnok Játékvezetők: Mucskai, Németh |
| 2018. május 16. 19:00 | Aaron Younger 3       | Jegyzőkönyv      | Varga Dénes 4     | Tiszaligeti uszoda, Szolnok Játékvezetők: Mucskai, Németh |
| 2018. május 16. 19:00 | 1/14                  | Gól / emberelőny | 3/8               | Tiszaligeti uszoda, Szolnok Játékvezetők: Mucskai, Németh |
| 2018. május 16. 19:00 | 1/1                   | Gól / ötméteres  | 0/0               | Tiszaligeti uszoda, Szolnok Játékvezetők: Mucskai, Németh |

| 2018. május 19. 15:00 | FTC PQS Waterpolo     | 6-14             | Szolnoki Dózsa | Komjádi Béla Sportuszoda, Budapest Játékvezetők: Molnár, Székely |
| 2018. május 19. 15:00 | (1-4, 2-3, 2-3, 1-4,) |                  |                | Komjádi Béla Sportuszoda, Budapest Játékvezetők: Molnár, Székely |
| 2018. május 19. 15:00 | Vámos Márton 3        | Jegyzőkönyv      | két játékos 4  | Komjádi Béla Sportuszoda, Budapest Játékvezetők: Molnár, Székely |
| 2018. május 19. 15:00 | 2/13                  | Gól / emberelőny | 6/11           | Komjádi Béla Sportuszoda, Budapest Játékvezetők: Molnár, Székely |
| 2018. május 19. 15:00 | 0/0                   | Gól / ötméteres  | 0/0            | Komjádi Béla Sportuszoda, Budapest Játékvezetők: Molnár, Székely |

| 2018. május 23. 18:15 | Szolnoki Dózsa        | 8-7              | FTC PQS Waterpolo | Tiszaligeti uszoda, Szolnok Játékvezetők: Molnár, Németh |
| 2018. május 23. 18:15 | (2-0, 3-2, 2-3, 1-2,) |                  |                   | Tiszaligeti uszoda, Szolnok Játékvezetők: Molnár, Németh |
| 2018. május 23. 18:15 | Mezei Tamás 2         | Jegyzőkönyv      | Vámos Márton 3    | Tiszaligeti uszoda, Szolnok Játékvezetők: Molnár, Németh |
| 2018. május 23. 18:15 | 4/16                  | Gól / emberelőny | 3/12              | Tiszaligeti uszoda, Szolnok Játékvezetők: Molnár, Németh |
| 2018. május 23. 18:15 | 0/0                   | Gól / ötméteres  | 1/1               | Tiszaligeti uszoda, Szolnok Játékvezetők: Molnár, Németh |

| 2018. május 26. 17:00 | FTC PQS Waterpolo     | 8-7              | Szolnoki Dózsa       | Komjádi Béla Sportuszoda, Budapest Játékvezetők: Székely, Csanádi |
| 2018. május 26. 17:00 | (3-4, 3-2, 1-0, 1-1,) |                  |                      | Komjádi Béla Sportuszoda, Budapest Játékvezetők: Székely, Csanádi |
| 2018. május 26. 17:00 | Varga Dániel 3        | Jegyzőkönyv      | Andrija Prlainović 2 | Komjádi Béla Sportuszoda, Budapest Játékvezetők: Székely, Csanádi |
| 2018. május 26. 17:00 | 4/12                  | Gól / emberelőny | 5/13                 | Komjádi Béla Sportuszoda, Budapest Játékvezetők: Székely, Csanádi |
| 2018. május 26. 17:00 | 1/2                   | Gól / ötméteres  | 1/1                  | Komjádi Béla Sportuszoda, Budapest Játékvezetők: Székely, Csanádi |

A döntőt 3–2-es arányban a FTC PQS Waterpolo nyerte, ezzel megnyerte a 2017–18-as bajnokságot. A Szolnoki Dózsa a második helyen zárt.

## A bajnokság végeredménye
| #   | Csapat                           | Megjegyzések        |
| --- | -------------------------------- | ------------------- |
| 1.  | FTC PQS Waterpolo                | LEN-bajnokok ligája |
| 2.  | Szolnoki Dózsa (kupagyőztes)     | LEN-bajnokok ligája |
| 3.  | ZF-Eger                          | LEN-bajnokok ligája |
| 4.  | A-HÍD OSC Újbuda                 | LEN-Európa-kupa     |
| 5.  | MKB Euroleasing-BVSC-Zugló       | LEN-Európa-kupa     |
| 6.  | PannErgy-Miskolci Vízilabda Club |                     |
| 7.  | Racionet Honvéd                  |                     |
| 8.  | Debreceni VSE                    |                     |
| 9.  | Kaposvári VK                     |                     |
| 10. | PVSK-Mecsek Füszért              |                     |
| 11. | Metalcom Szentes                 |                     |
| 12. | VasasPlaket                      |                     |
| 13. | AVUS                             |                     |
| 14. | Tatabányai VSE                   |                     |
| 15. | UVSE                             | Osztályozó          |
| 16. | CONTITECH Szeged                 | Kiesés az OB I/B-be |

A bajnok FTC PQS Waterpolo játékoskerete: Sedlmayer Tamás, Pohl Zoltán, Vogel Soma, Jansik Szilárd, Német Toni, Vámos Márton, Gárdonyi András, Manhercz Krisztián, Varga Dániel, Varga Dénes, Gál Dávid, Goschi Ádám Áron, Stefan Mitrović, Madaras Norbert, Slobodan Nikić, Szirányi Balázs, Nikola Jakšić,
A második Szolnoki Dózsa játékoskerete: Bátori Bence, Jansik Dávid, Zalánki Gergő, Kardos Gergely, Hangay Zoltán, Fülöp Bence, Kis Gábor, Nagy Viktor, Mezei Tamás, Aaron Younger, Kovács Milán, Zivko Gocić, Bodoróczki Tamás, Szeghalmi Zsombor Levente, Milan Aleksić, Hörömpő Botond, Cuk Milos, Andrija Prlainović, Vezetőedző: Cseh Sándor
A harmadik ZF-Eger játékoskerete: Decker Ádám, Hárai Balázs, Lőrincz Bálint, Bedő Krisztián, Angyal Dániel, Kovács Gergő, Hosnyánszky Norbert, Magyar Márton, Kürti Dominik Péter, Csiszár Boldizsár, Biros Barnabás, Melegh Milán Attila, Branislav Mitrović, Sári András Mátyás, Bögös Zsombor, Tóta Gergő Zsolt, Uroš Čučković, Marko Avramović, Strahinja Rašović, Ángelosz Vlahópulosz, Vezetőedző: Dabrowski Norbert

## A góllövőlista élmezőnye
Utolsó frissítés: 2018. június 1., forrás: Magyar Vízilabda-szövetség Archiválva 2019. május 17-i dátummal a Wayback Machine-ben.
|     | Hely | Gól | Játékos              | Csapat                           |
| --- | ---- | --- | -------------------- | -------------------------------- |
| 1.  |      | 66  | Alex Bowen           | PannErgy-Miskolci Vízilabda Club |
| 2.  |      | 62  | Vámos Márton         | FTC PQS Waterpolo                |
| 3.  |      | 61  | Strahinja Rašović    | ZF-Eger                          |
| 4.  |      | 60  | Varga Dénes          | FTC PQS Waterpolo                |
| 5.  |      | 56  | Andrija Prlainović   | Szolnoki Dózsa                   |
| 6.  |      | 54  | Zalánki Gergő        | Szolnoki Dózsa                   |
| 7.  |      | 52  | Aaron Younger        | Szolnoki Dózsa                   |
| 8.  |      | 49  | Ángelosz Vlahópulosz | ZF-Eger                          |
| 9.  |      | 48  | Nagy Márton          | Metalcom Szentes                 |
| 10. |      | 48  | Pásztor Mátyás       | MKB Euroleasing-BVSC-Zugló       |

## Osztályozó
Az osztályozó az egyik fél második győzelméig tart.
|      | Győz. száma |             |
| ---- | ----------- | ----------- |
| UVSE | 2–1         | Kanizsa VSE |

| 2018. június 16. 14:00 | UVSE                  | 15-12            | Kanizsa VSE   | Hajós Alfréd Sportuszoda, Budapest Játékvezetők: Mucskai, Kovács |
| 2018. június 16. 14:00 | (2-5, 5-2, 5-3, 3-2,) |                  |               | Hajós Alfréd Sportuszoda, Budapest Játékvezetők: Mucskai, Kovács |
| 2018. június 16. 14:00 | Keresztúri Márton 4   | Jegyzőkönyv      | két játékos 3 | Hajós Alfréd Sportuszoda, Budapest Játékvezetők: Mucskai, Kovács |
| 2018. június 16. 14:00 | 7/12                  | Gól / emberelőny | 5/13          | Hajós Alfréd Sportuszoda, Budapest Játékvezetők: Mucskai, Kovács |
| 2018. június 16. 14:00 | 1/2                   | Gól / ötméteres  | 2/2           | Hajós Alfréd Sportuszoda, Budapest Játékvezetők: Mucskai, Kovács |

| 2018. június 17. 11:00 | Kanizsa VSE           | 12-10            | UVSE             | Nagykanizsai Uszoda, Kanizsa Játékvezetők: Marnitz, Rubus |
| 2018. június 17. 11:00 | (2-3, 2-2, 4-3, 1-1,) |                  |                  | Nagykanizsai Uszoda, Kanizsa Játékvezetők: Marnitz, Rubus |
| 2018. június 17. 11:00 | Salamon Attila 4      | Jegyzőkönyv      | Korényi Balázs 3 | Nagykanizsai Uszoda, Kanizsa Játékvezetők: Marnitz, Rubus |
| 2018. június 17. 11:00 | Büntetőpárbaj:        |                  |                  | Nagykanizsai Uszoda, Kanizsa Játékvezetők: Marnitz, Rubus |
| 2018. június 17. 11:00 | 3 – 1                 |                  |                  | Nagykanizsai Uszoda, Kanizsa Játékvezetők: Marnitz, Rubus |
| 2018. június 17. 11:00 | 1/9                   | Gól / emberelőny | 2/10             | Nagykanizsai Uszoda, Kanizsa Játékvezetők: Marnitz, Rubus |
| 2018. június 17. 11:00 | 4/4                   | Gól / ötméteres  | 2/5              | Nagykanizsai Uszoda, Kanizsa Játékvezetők: Marnitz, Rubus |

| 2018. június 24. 18:00 | UVSE                  | 8-5              | Kanizsa VSE  | Komjádi Béla Sportuszoda, Budapest Játékvezetők: Rubos, Berki |
| 2018. június 24. 18:00 | (2-2, 3-2, 1-1, 2-0,) |                  |              | Komjádi Béla Sportuszoda, Budapest Játékvezetők: Rubos, Berki |
| 2018. június 24. 18:00 | három játékos 2       | Jegyzőkönyv      | öt játékos 1 | Komjádi Béla Sportuszoda, Budapest Játékvezetők: Rubos, Berki |
| 2018. június 24. 18:00 | 1/8                   | Gól / emberelőny | 1/10         | Komjádi Béla Sportuszoda, Budapest Játékvezetők: Rubos, Berki |
| 2018. június 24. 18:00 | 0/0                   | Gól / ötméteres  | 0/0          | Komjádi Béla Sportuszoda, Budapest Játékvezetők: Rubos, Berki |

Az osztályozót 2–1-s arányban az UVSE nyerte, így benn maradt az OB I-ben, míg a vesztes Kanizsa VSE az OB I/B-ben folytatja.
.